# Skuffeselskab
 Denne artikel omhandler overvejende eller alene danske forhold. Hjælp gerne med at gøre artiklen mere almen.
Et skuffeselskab defineres som et færdigregistreret selskab, der siden stiftelsen ikke har drevet erhvervsmæssig virksomhed, og hvor selskabets egenkapital har stået på en kontantkonto i et pengeinstitut siden stiftelsen. Selskabets indkomst fra perioden forud for fusionen kan altså alene bestå i renteindtægter fra foranstående indlånskonto. Skuffeselskaber har typisk standardvedtægter og et løst formuleret formål.
Skuffeselskaber har fået deres navn fordi man tidligere, efter at have registreret selskabets oplysninger hos Erhvervs- og Selskabsstyrelsen, opbevarede det i en skuffe typisk hos et advokatfirma, indtil det blev solgt videre. Nu registreres selskaberne online og deres respektive dokumenter opbevares digitalt.
Begrebet skuffeselskab bruges ofte også om selskaber uden aktivitet eller selskaber der bruges til ulovlig virksomhed. Der er advokatfirmaer, som har salg af skuffeselskaber som en standardydelse.
Følgende historiske redegørelse af landsretssagfører Per Stakemann kan findes i Ugeskrift for Retsvæsen 8. december 1990: Skuffeselskaber (Webside ikke længere tilgængelig).